# Museum van de ridderorden
Het Museum van de Ridderorden (Ests: Rüütliordude muuseum)  is een museum dat zich volledig richt op historische ridderorden en is gevestigd in de oude binnenstad van de Estse hoofdstad Tallinn. Het museum opende zijn deuren in 2017 en beheert momenteel een collectie van meer dan 700 unieke objecten afkomstig uit diverse delen van de wereld. 